# Masdevallia leptoura
Masdevallia leptoura är en orkidéart som beskrevs av Carlyle August Luer. Masdevallia leptoura ingår i släktet Masdevallia och familjen orkidéer. Inga underarter finns listade i Catalogue of Life.